# یولپوتاگاما
یولپوتاگاما (به لاتین: Ulpotagama) یک منطقهٔ مسکونی در سری‌لانکا است که در استان مرکزی (سری‌لانکا) واقع شده‌است.